# Edward Poynter

Selbstporträt Sir Edward John Poynter

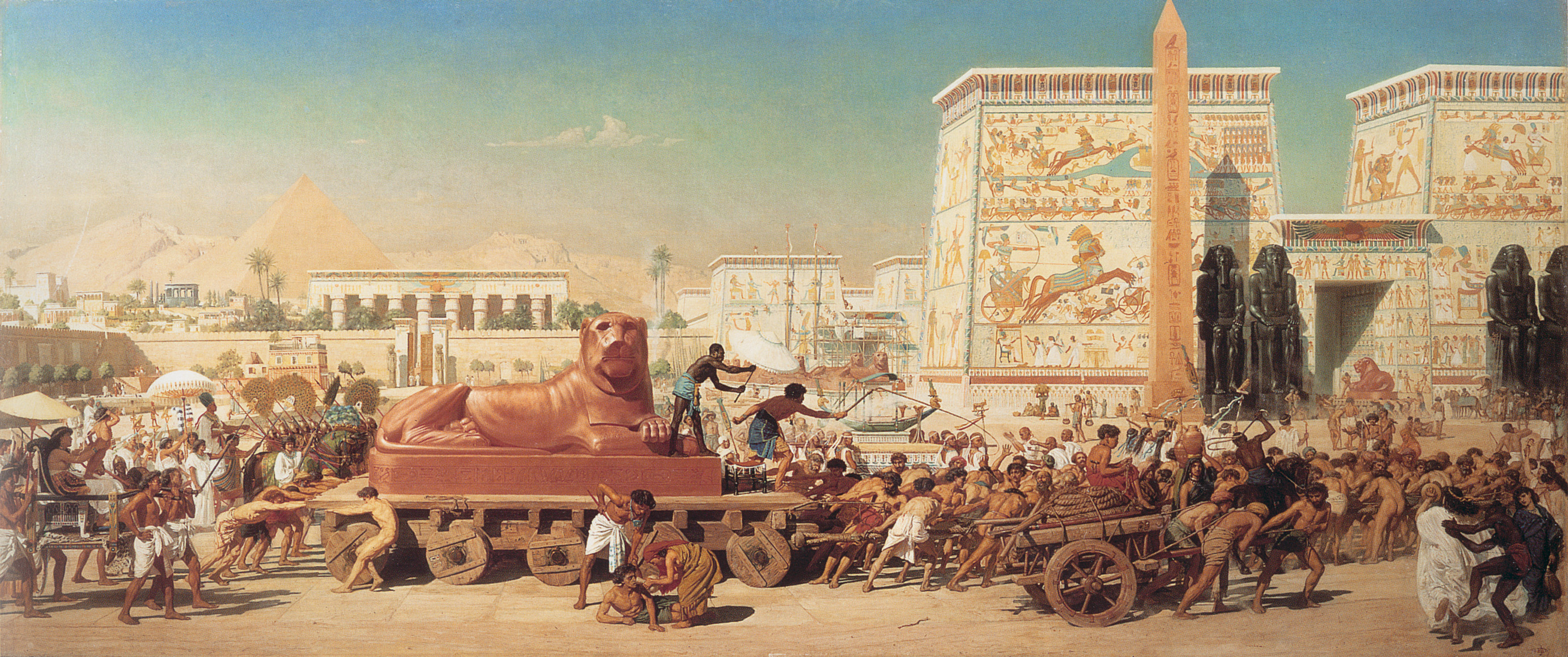
Israel in Egypt (1867) Edward Poynter

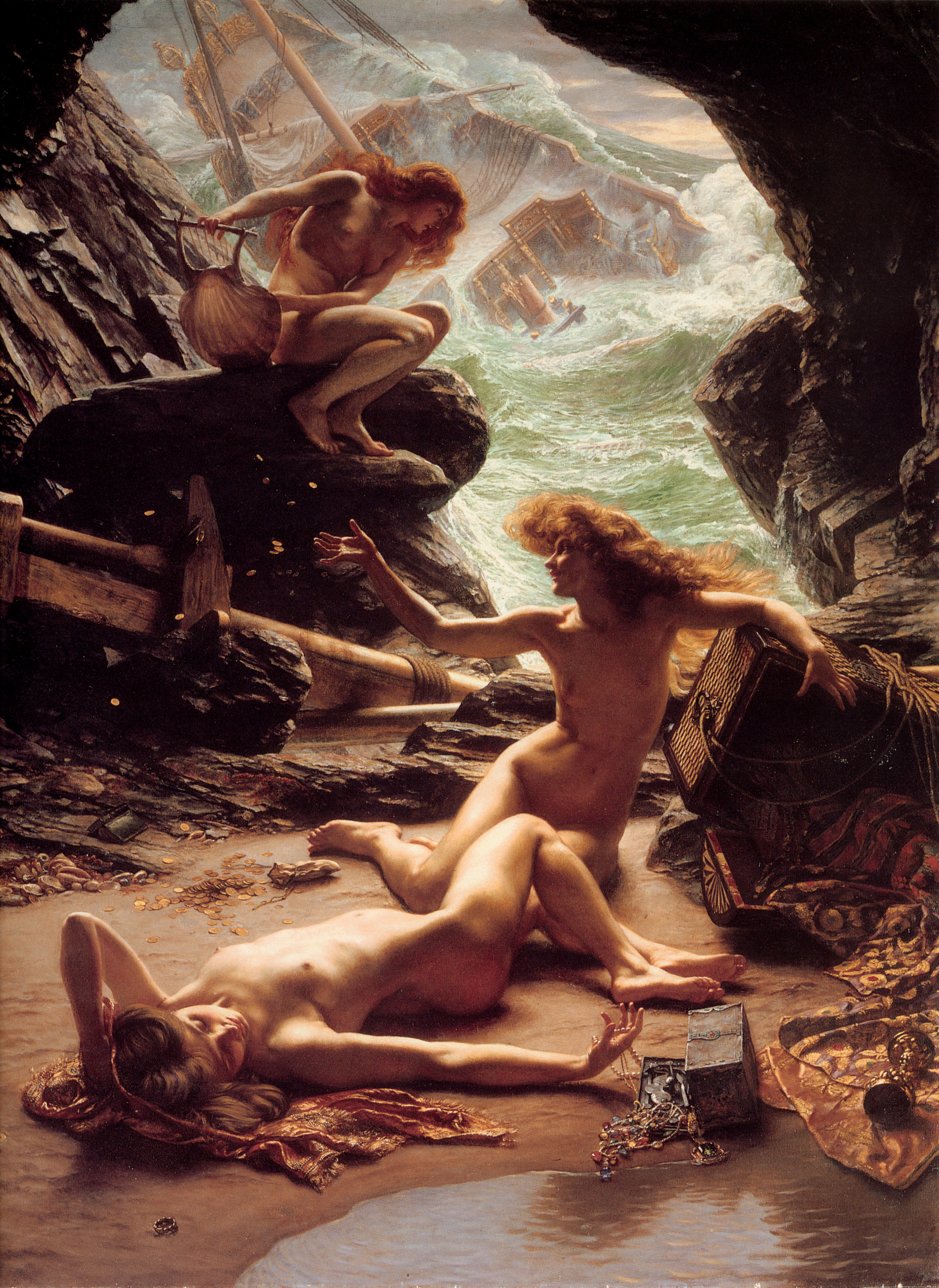
Cave of the Storm Nymphs (1903) Edward Poynter, Privatsammlung

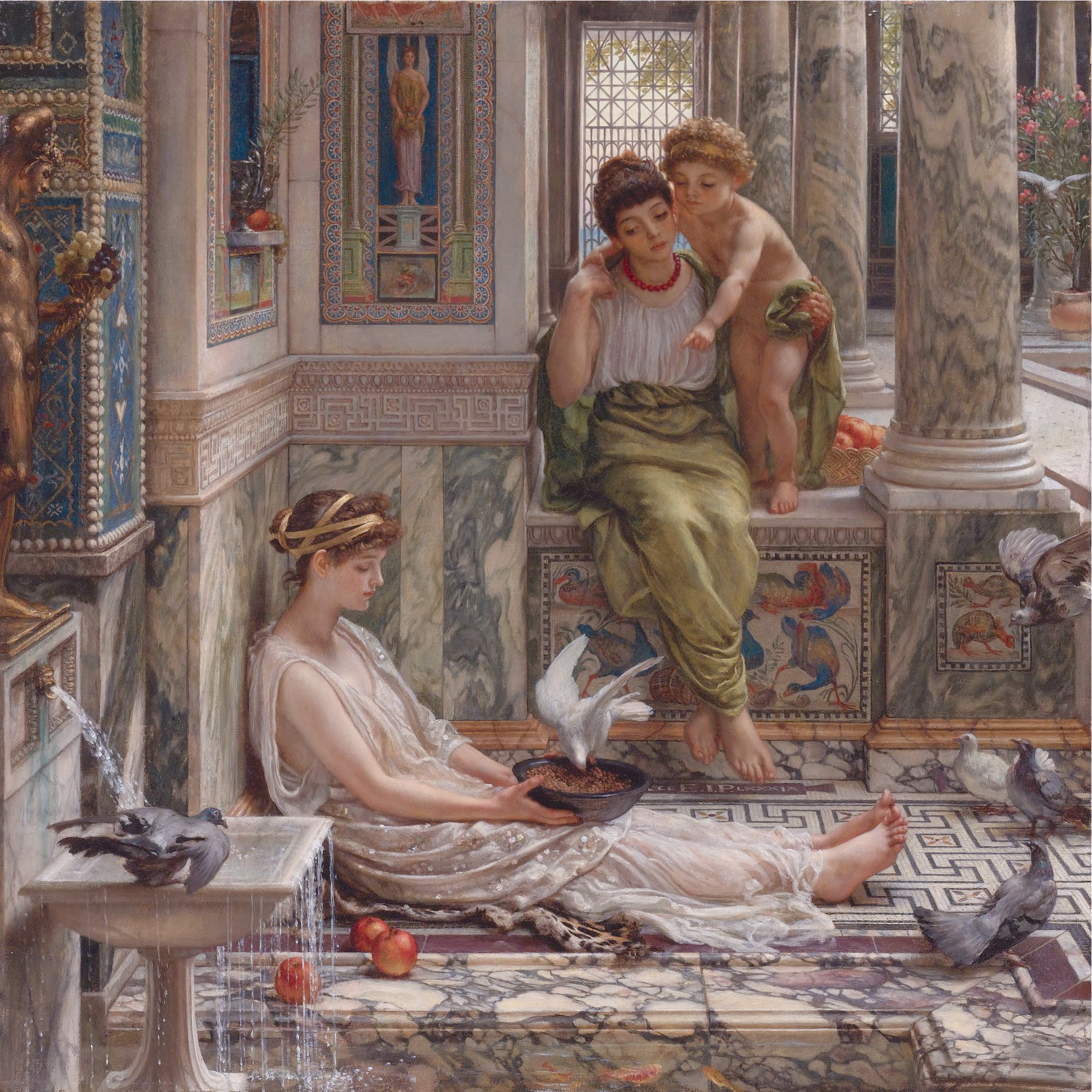
The corner of the villa (1889)

Sir Edward John Poynter, 1. Baronet Kt PRA (* 20. März 1836 in Paris, Frankreich; † 26. Juli 1919 in London) war ein englischer Maler, Designer und Zeichner, Direktor der National Gallery von 1894 bis 1905 und Präsident der Royal Academy of Arts (PRA) von 1896 bis 1918.

## Werdegang
Edward John Poynter, Sohn von Ambrose Poynter, einem Architekten, wurde am 20. März 1836 in Paris, Frankreich geboren. Er besuchte die Ipswich School und das Brighton College, bevor er dann in London, Rom (wo er ein großer Bewunderer von Michelangelo wurde) und schließlich mit Charles Gleyre in Paris (wo er James McNeill Whistler traf) studierte. Bekanntheit erlangte er für seine großen historischen Gemälde, wie Israel in Egypt (1867, sein erster großer Erfolg), Visit of the Queen of Sheba (1871–75) und King Solomon (1890).
Poynter hielt eine Anzahl von öffentlichen Ämtern: er war der erste Professor an der Slade School of Fine Art zwischen 1871 und 1875, Principal of the National Art Training School zwischen 1875 und 1881, Direktor der National Gallery zwischen 1894 und 1904 (er beaufsichtigte die Eröffnung der Tate Gallery) und wurde 1876 in die Royal Academy of Arts aufgenommen. Nach dem Tod von Sir John Millais 1896 wurde Poynter zum Präsidenten der Royal Academy of Arts gewählt und erhielt die Ritterwürde. Er wurde am 2. August 1902 zum erblichen Baronet, of Kensington in the County of London, erhoben.
Für die National Gallery erstellte Poynter den ersten umfassenden Katalog. In Abstimmung mit den Verwaltungsrat tätigte Poynter bedeutende Ankäufe für die National Gallery: The Vision of St Eustace von Antonio Pisanello, Agony in the Garden von Andrea Mantegna, Portrait of a Man von Tizian und die Rembrandt Portraits von Jacob Trip und dessen Ehefrau, sowie Werke von Lorenzo Monaco, Francisco de Zurbarán und Francisco Goya.
Zu seinen Studenten an der Slade School of Fine Art gehörten John Collier (1850–1934), Lexden Lewis Pocock (1850–1919) und Henry Scott Tuke (1858–1929).
Mit der Jahrhundertwende wurde die Zahl seiner neuen Gemälde geringer, da sein Hauptaugenmerk in der Führung der Royal Academy lag. Er sah das Aussterben des Klassizismus und damit wurden seine eigenen künstlerischen Maßstäbe und die seiner Zeitgenossen in den Hintergrund gedrängt. Er ignorierte die neue Entwicklung, die ihm nicht gefiel. Seine letzte Pflicht als PRA war 1917, der Beerdigung von John William Waterhouse beizuwohnen.
Er verstarb am 26. Juli 1919 und wurde in der St Paul’s Cathedral, London, beigesetzt.

## Familie
Poynter heiratete 1866 eine der bekannten Macdonald-Schwestern, Agnes Macdonald, Tochter von Reverend G. B. Macdonald aus Wolverhampton. Sie hatten drei gemeinsame Kinder, von denen sein Sohn Ambrose Macdonald Poynter (1867–1923) seine Baronetwürde erbte. Agnes Macdonald hatte noch drei weitere Schwestern: Georgiana heiratete Edward Burne-Jones, einen berühmten Künstler; Alice war die Mutter des Schriftstellers Rudyard Kipling, und Louisa war die Mutter des britischen Premierministers Stanley Baldwin, der drei Amtszeiten das Amt innehatte.

## Ehrungen
1917 wurde Sir Edward Poynter in New York zum Ehrenmitglied (Honorary NA) der National Academy of Design gewählt. Die Académie royale des Sciences, des Lettres et des Beaux-Arts de Belgique nahm ihn 1914 als assoziiertes Mitglied auf.
Seine alte Schule, das Brighton College, hielt zwischen November und Dezember 1995 eine Ausstellung von Poynters Gemälden, sowie Zeichnungen mit dem Titel „Life at Arms Length“ in seiner Burstow Gallery.

## Schriften
- Edward J. Poynter: Ten Lectures on Art, Chapman & Hall, London 1879.
- Harry John Wilmot-Buxton and Sir Edward John Poynter: German, Flemish and Dutch painting. By  (bart.) Publisher: Sampson Low, Marston Searle & Rivington, London 1881
- Edward J. Poynter, Percy R. Head:Classic and Italian painting,  Sampson Low, Marston, Searle & Rivington, London 1890
- Edward J. Poynter:The National Gallery, Vol. I, Publisher: Cassell and Company, London 1899
- Edward J. Poynter:The National Gallery: Foreign schools,  Vol. II Publisher: Cassell and Company, London 1899
- Edward J. Poynter:The National Gallery. Reproduction of Sixty Masterpieces, Cassell and Company, London 1909